# Сенді Чикс
Сандра Дженіфер «Сенді» Чикс (англ. Sandra Jennifer "Sandy" Cheeks) або Сенді Щікс — один із головних персонажів мультсеріалу Губка Боб Квадратні Штани, який вийшов 1 травня 1999 року на каналі Nickelodeon, і вперше з'явилася в серії «Tea at the Treedome», яка вийшла того ж дня, що й серіал.

## Біографія
Сенді та її брат-близнюк Ренді народилися 17 листопада 1987 в місті Х'юстон в Техасі. Вона навчилася карате. Вона уклала угоду із Шимпанзе, які стали фінансувати її купол, а вона мала робити нові винаходи та досліджувати морських жителів. Тоді, її друзі з рідного міста допомогли їй перевести її речі й вона оселилася на морському дні. Вона ні з ким не знайомилася, допоки не зустріла Губку Боба і Патріка.

## Загальні відомості

### Місце проживання
Сенді жила у Техасі, допоки не переїхала у Бікіні-Боттом. Їй облаштували купол, недалеко від дому пана Крабса. У неї посередині купола стоїть дерево, на якому ростуть жолуді та яблука. Це, також, її дім, у якому розташована спальня, кухня, ванна кімната. Надворі стоїть стіл.

### Інтереси
- Карате — Сенді займається карате, разом із Губкою Бобом, і зазвичай, вона майстерніша.
- Наука — Сенді науковець, і вона любить винаходити різні прилади, і має безліч нагород.
- Подорожі на місяць — Сенді була на Місяці 4 рази. Двічі вона була у серії «Sandy's Rocket», ще раз у серії «Mooncation» і в серії «Goons on The Moon».

### Поведінка
Сенді зазвичай ввічлива і стримана, але інколи вона не може стриматися, наприклад в серії «What Ever Happened to SpongeBob?», де вона нагримала на Губку Боба. В серії «Squirrel Jelly», де вона нікому не давала спокою, через свою натуру, яка схильна до змагань.

### Характер
Сенді добра і готова прийти на допомогу. Вона легко знаходить нових друзів.

### Зовнішність
Сенді — білка, яка вдягнена у скафандр та шолом, бо не може дихати під водою. Під скафандром фона вдягнена у фіолетове бікіні та коротку, фіолетову спідницю.

### Розумові здібності
Сенді — науковець і вона один із найрозумніших персонажів мультсеріалу. Вона може легко винайти будь-який прилад, як клонувальна машина, портал в інший світ.

## Родина
Сенді має брата-близнюка Ренді, також батьків, чиї імена не згадуються. Її кузин — Ерл, та ще 99 бабаків. Її пратітка Роузі була першою білкою, яка відкрила нафту. Також, її давнім предком є Темний лицар.

## Стосунки

### Губка Боб Квадратні Штани
Сенді дружить з Губкою Бобом ще з першого сезону. Сенді завжди допомагає йому подолати проблеми. У серії «Сенді, Губка Боб і Черв'як» було виявлено, що вона не раз врятувала його Квадратні Штани.

### Патрік Зірка
Сенді та Патрік дружать також з першого сезону. Вони не рідко взаємодіють. Однак інколи, дурість Патріка дратує її. І через це виникають суперечки.

### Сквідвард Щупальці
Сенді та Сквідвард познайомилися не одразу. Вони взаємодіють рідко. Іще, її дратує, як він знущається з Губки Боба і Патріка. Вона їх захищає від нього, як у серії «Спорт?».

### Містер Крабс
Сенді з Містером Крабсом контактують, та це не означає що вони друзі. Та у серії «Епідемія Крабових Зомбі» вони співпрацювали створивши новий вид крабових петті, який може з простого жителя Бікіні-Боттом зробити зомбі. Також разом створювали пляшку.

### Шелдон Планктон
У Сенді та Шелдона спільне лише те, що вони вчені. І все це на цьому закінчується. Та у серіях «Ідеальна хімія» та «Пародійне Божевілля» вони співпрацювали.

### Гері Равлик
Сенді та Гері майже не контактують. Але коли й контактують, то вони друзі.

### Карен Планктон, Перл Крабс і Пані Пафф
Сенді з Карен мають лише позитивні стосунки.
Перл з Сенді добрі друзі. Перл не раз врятувала білку.
Сенді, карен і Пані Пафф об'єдналися в групу «Подружки» до якої потім приєдналася Перл.

## Цікаві факти
В одній з серій Сенді одружилася з Губкою Бобом Квадратні Штани. Але нажаль це була лише вистава  